# Izabela de Valois
Izabela Valois (fr. Isabella de Valois), (ur. 9 listopada 1389 w Paryżu, zm. 13 września 1409) – księżniczka francuska, córka króla Karola VI Szalonego i Izabeli Bawarskiej. Królowa Anglii w latach 1396–1400.
Urodziła się w Paryżu, jej rodzeństwo to między innymi: Jan de Touraine i Karol VII Walezjusz. Jej młodsza siostra – Katarzyna de Valois poślubiła później króla Anglii – Henryka V.
31 października 1396, by przypieczętować pokój francusko-angielski, 6-letnia Izabela poślubiła starszego od niej o 22 lata, owdowiałego króla Ryszarda II. Małżeństwo nie zostało skonsumowane z powodu młodego wieku panny młodej. Izabela zamieszkała w Wallingford Castle, ponieważ Ryszard pojechał na wyprawę do Irlandii. Po powrocie do Anglii został w sierpniu 1399 pojmany, a w lutym 1400 zamordowany. Izabela na rozkaz nowego króla – Henryka IV musiała opuścić Windsor i przenieść się do Sunninghill.
Henryk IV nie wiedział, co począć z tą 10-letnią królową-wdową. Ale że była córką króla Francji wymyślił, że poślubi jego 12-letniego syna, również Henryka (przyszłego króla Henryka V Lancastera). Izabela jednak stanowczo odmówiła, pogrążyła się w żałobie po Ryszardzie i na prośby Henryka nie odpowiadała. Ostatecznie postanowiła wrócić do Francji. Henryk, zostawszy królem w 1413 r. jako Henryk V, rozkazał ekshumować ciało Ryszarda II i pochować je z pełnymi honorami w opactwie westminsterskim. Ostatecznie poślubił francuską królewnę, tyle że inną. Była to młodsza siostra Izabeli, Katarzyna (1401–1438), a stało się to w 1420 r., w wyniku traktatu w Troyes zawartego z matką sióstr, królową Izabelą Bawarską, zastępującej swojego męża, szalonego króla Karola.
Izabela ponownie wyszła za mąż w wieku lat 16, 29 czerwca 1406, za swojego kuzyna – Karola, księcia Orleanu, wtedy niespełna 12-letniego. Zmarła w połogu mając lat 19, pozostawiając jedyną córkę:
- Joannę Orleańską (ur. 1409, w Blois, zm. 1432, w Angers), od 1424 żonę Jana II d’Alençon.